# المتحف الوطني العمومي سيرتا
متحف سيرتا أو المتحف الوطني بسيرتا هو متحف أثري جزائري يتواجد بقسنطينة الجزائرية، الذي يعرض ماضي المدينة من عصور ما قبل التاريخ إلى العصر النوميدي والروماني والحفصي والعثماني والاستعماري بالإضافة إلى بقايا التيديس وقلعة بني حماد. ويعتبر من أهم المتاحف الأثرية الجزائرية لما يحتويه من أثار نادرة صعب الوصول اليها في أي متحف جزائري أخر يعدّ كذالك ثاني أكبر متحف في إفريقيا[بحاجة لمصدر] بعد متحف مصر ويضم أكثر من 7 آلاف قطعة أثرية، تُمثل مختلف الحقب التاريخية

## وصف
المعلم عبارة عن بناية مربعة الشكل على الطراز الإغريقي الروماني، تتربع على مساحة مقدارها 2100 متر مربع، منها 1200 متر للبناية و900 متر للحديقة.

## المحتوى
تتكون مجموعة المتحف من أكثر من 17000 قطعة أثرية والإثنوغرافية التي تم الحصول عليها من خلال الحفريات أو الاكتشافات العرضية، وتمثل فترات تاريخية مختلفة من عصور ما قبل التاريخ إلى المرحلة الإسلامية ومنها الفترة الليبية، البونية، الرومانية، البيزنطية، وحتى تلك التي تعود إلى الفترة الاستعمارية. بالإضافة إلى ما يقرب من 450 لوحة فنية من القرن السابع عشر إلى بداية القرن الحادي والعشرين ، ومنحوتات وعملات وأشياء مختلفة، يُعرض 7000 منها في 14 غرفة بالمتحف.
من بين القطع البارزة بالمتحف تمثال من الرخام الأبيض بالحجم الطبيعي لأنيا جاليريا فوستينا (106-140) ، زوجة أنطونينوس بيوس، الإمبراطور الروماني الذي حكم من 138 إلى 161. اكتشف هذا التمثال في مدينة جميلة الأثرية بالقرب من قوس كاراكالا.
وكذلك يحتوي المتحف على مجموعة قيمة من الأثاث الجنائزي الذي يعود إلى الفترة النوميدية والمُكتشف في ضريح الملك ماسينيسا في منطقة الخروب، تُعد هذه المجموعة فريدة من نوعها وتمثل جزءًا هامًا من مجموعة متحف سيرتا. يتألف هذا الأثاث الجنائزي أساسًا من عظام مكلسة موجودة في وعاء مصنوع من الفضة، وتسع جرار جنائزية، منها ثلاثة جرارات سليمة وفارغة، وستة جرارات أخرى محطمة. بالإضافة إلى ذلك، يتضمن سترةً وسيفًا بطول 0.65 مترًا موضوعًا في غمد محفوظ بشكل جيد وخنجر أو سيف قصير، بالإضافة إلى رؤوس حربة ورماح مزخرفة بنقوش متقنة. تحمل المجموعة أيضًا ميدالية بقطر 10 سم تمثل نقشًا بارزًا لشخصية "بوسيدون"، بالإضافة إلى أربع ميداليات أخرى.
يحتوي المتحف على عدة أثار تاريخية من عهود قديمة ومختلفة، من بينها:
- ما يعود إلى الفترة النوميدية مثل:
  - التماثيل والأقنعة، حيث يتواجد بالمتحف تمثال نصفي رخامي رائع لامرأة تعرف باسم "جمال جميلة"
  - مجموعة متنوعة من بقايا الأواني الخزفية
  - فسيفساء ممتازة الحفظ
  - أدوات جنائزية مثل الأقنعة والحلي
- ما يعود إلى العهد الروماني:
  - لوحات فسيفساء رومانية [8]
  - تماثيل مختلفة حيث يوجد تمثال برونزي مصبوب بشكل جميل لـ "انتصار قسطنطين" المجنح ، الذي عثر عليه الجنود أثناء قيامهم بالتنقيب في شوارع القصبة في عام 1855.
- مايعود للعهد الاسلامي والعثماني
  - تضم "قاعة قسنطينة" داخل المتحف مجسما صغيرا للمدينة وشوارعها وبناياتها خلال الفترة العثمانية (1515-1830)

## أقسام المتحف
يحوي النتحف على ثلاثة أقسام وهي :
- قسم الآثار: يضم هذا القسم العديد من اللقى الأثرية لمختلف الفترات التاريخية، وهي موزعة عبر القاعات كقاعة ما قبل التاريخ.
- قسم الفنون الجميلة:[9] الذي يضم لوحات ومنحوتات ترجع إلى القرن التاسع عشر والعشرون، واللوحات عبارة عن أعمال زيتية ومائية تنتمي إلى عدة مدارس أوروبية وجزائرية، ومن بينها اعمال نصر الدين ديني، دوبا مريوس غوستاف، عمار علالوش، صادق أمين خوجة وغيرهم
- قسم وصف الأعراق البشرية: يحتوي على قطع أثرية تتعلق بعادات وتقاليد الجهة الشرقية من الجزائر على العموم ومدينة قسنطينة على الخصوص.

## تاريخه
أنشأت فرنسا، إحتفالًا بمئوية احتلالها للجزائر، هذا المتحف بعد طلب قدمته آنذاك الجمعية الأثرية (التي أنشأها الاستعمار الفرنسي عام 1852 بقسنطينة)، حيث استمرت الأشغال فيه من عام 1929 إلى 1931. وحمل المتحف، بدايةً، اسم غوستاف ميرسي، مؤسس الجمعية الأثرية في قسنطينة. في 5 يوليو 1975، بُدل إلى متحف سيرتا نسبة للاسم القديم لقسنطينة سيرتا، وفي 1986 صنف متحفًا وطنيًا وصاريحمل اسم المتحف العمومي الوطني.